# فردريك سانغر

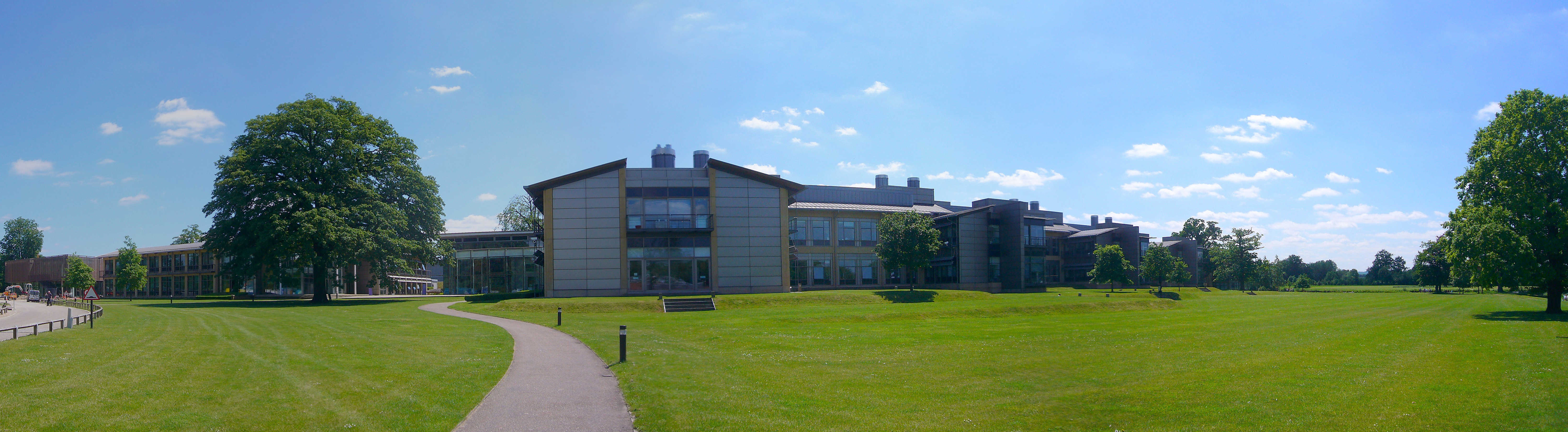
معهد سانجر

فردريك سانغر (بالإنجليزية: Frederick Sanger)‏، الحاصل على وسام الاستحقاق ووسام رفقاء الشرف ورتبة الإمبراطورية البريطانية وزمالة الجمعية الملكية وزمالة الأكاديمية الأسترالية للعلوم (13 أغسطس 1918 - 19 نوفمبر 2013) كان عالم كيمياء حيوية بريطاني فاز مرتين بجائزة نوبل في الكيمياء، وكان أحد شخصين فقط يحققان هذا الإنجاز (الآخر هو جون باردين في الفيزياء)، كان رابع شخص في العالم يحصل على جائزتي نوبل، وثالث شخص في العالم يحصل على جائزتي نوبل في العلوم. في عام 1958، حصل على جائزة نوبل في الكيمياء «عن عمله على بنية البروتينات، وخاصةً الأنسولين». في عام 1980، شارك ولتر غيلبرت وسانجر نصف جائزة الكيمياء «لمساهماتهما فيما يتعلق بتحديد التسلسل القاعدي في الأحماض النووية». مُنح النصف الآخر لبول برغ «عن دراساته الأساسية في الكيمياء الحيوية للأحماض النووية، مع إيلاء اهتمام خاص للحمض النووي معاد التركيب».

## النشأة وتعليمه
ولد فردريك سانغر في 13 أغسطس عام 1918 في رندكومب، وهي قرية صغيرة في غلوسترشير، إنجلترا، وكان الابن الثاني للطبيب العام، فردريك سانغر، وزوجته سيسيلي سانغر (اسمها قبل الزواج كرودسون). كان أحد ثلاثة أطفال. كان شقيقه ثيودور أكبر منه بعام واحد، بينما كانت أخته ماي (ماري) أصغر منه بخمسة أعوام. كان والده يعمل كمبشر طبي أنجليكاني في الصين لكنه عاد إلى إنجلترا بسبب تدهور صحته. في عام 1916، وعندما كان في الأربعين من عمره، تزوج سيسيلي التي كانت أصغر منه بأربع سنوات. انضم والد سانغر إلى جمعية الأصدقاء الدينية (الكويكرز) بعد فترة وجيزة من ولادة ابنيه ورباهما على أنهما من الكويكرز. كانت والدة سانغر ابنة صاحب شركة قطن ثري ولديها خلفية تابعة للكويكرز، لكنها لم تكن نفسها من الكويكرز.
عندما كان سانغر في الخامسة من عمره انتقلت العائلة إلى قرية صغيرة في تانوورث إن أردن في وركشير. كانت الأسرة ثرية ووظفوا مربية لتعليم الأطفال. في عام 1927، وفي سن التاسعة، أُرسل إلى مدرسة داونز، وهي مدرسة إعدادية سكنية يديرها الكويكرز بالقرب من مالفيرن. كان شقيقه ثيو يسبقه بسنة في نفس المدرسة. في عام 1932، في سن الرابعة عشر، أُرسل إلى مدرسة برايانستون التي كانت قد بنيت مؤخرًا في دورسيت. اعتمدت المدرسة برنامج دالتون للتعليم وكان لديها نظام أكثر ليبرالية يفضله سانغر كثيرًا. في المدرسة كان يحب أساتذته وكان يستمتع بشكل خاص بالمواد العلمية. حصل على شهادته المدرسية في وقت مبكر، إذ حصل على سبعة اعتمادات، وتمكن سانغر من قضاء معظم عامه الأخير في المدرسة في التجارب في المختبر إلى جانب أستاذ الكيمياء، جيفري أورديش، الذي درس في الأصل في جامعة كامبريدج و كان باحثًا في مختبر كافندش. أدى العمل مع أورديش إلى تغيير منعش لعادة الجلوس ودراسة الكتب وإيقاظ رغبة سانغر في متابعة مهنة علمية.

## بحثه ومهنته

### تسلسل الأنسولين
انتقل مرشد سانغر، ألبرت نويبيرغر، إلى المعهد الوطني للأبحاث الطبية في لندن، لكن سانغر بقي في كامبريدج، وفي عام 1943 انضم إلى مجموعة تشارلز تشيبنول، وهو كيميائي مختص بالبروتين تولّى حديثًا منصبًا في قسم الكيمياء الحيوية. عمل تشيبنول على بنية الأحماض الأمينية للأنسولين البقري واقترح أن ينظر سانغر في المجموعات الأمينية في البروتين. يمكن شراء الأنسولين من سلسلة صيدليات شركة بوتس وكان أحد البروتينات القليلة جدًا المتوفرة في شكلها النقي. حتى هذا الوقت كان سانغر يمول نفسه. في مجموعة تشينبول، كان يتلقى دعمه في البداية من قبل مجلس البحوث الطبية ثم من عام 1944 حتى عام 1951، من قبل زمالة بيت ميموريال للأبحاث الطبية.
كان أول إنجاز لسانغر هو تحديد تسلسل الحمض الأميني الكامل لسلسلتي بولي ببتيد من الأنسولين البقري، أ و ب، في عامي 1952 و 1951 على التوالي. قبل ذلك، كان يُفترض على نطاق واسع أن البروتينات كانت مواد لا بلورية إلى حد ما. في تحديد هذه التسلسلات، أثبت سانغر أن البروتينات لها تركيبة كيميائية محددة.

## السيرة الذاتية
حاز فردريك على جائزة جائزة نوبل في الكيمياء في سنة 1958 «لعمله على هيكلية البروتين وخاصة الإنسولين».

طور كذلك طريقة تسلسل الحمض النووي، وهو ما يمكننا من قراءة الجينات، وهذه العملية الآن أصبحت تسمى باسمه وهي عملية سانغر. في 1977، بفضل هذه الطريقة، نجح فريقه في إعادة بناء أول تسلسل لمجين كامل لكائن بيولوجي، فيروس العاثية فج فيكس 174.

وسنة 1980، حاز سانغر مع مشاركه ولتر غيلبرت على نصف جائزة نوبل في الكيمياء (النصف الآخر تحصل عليه بول برغ) «لمساهماتهما في تحديد تسلسل قاعدة الأحماض النووية».

## الأوسمة والجوائز
- عضو في وسام الاستحقاق البريطاني.
- عضو في وسام رفقاء الشرف.
- رتبة القائد في رتبة الإمبراطورية البريطانية.
- عضو في الجمعية الملكية.

## روابط خارجية
- فردريك سانغر على موقع IMDb (الإنجليزية)
- فردريك سانغر على موقع الموسوعة البريطانية (الإنجليزية)
- فردريك سانغر على موقع مونزينجر (الألمانية)
- فردريك سانغر على موقع إن إن دي بي (الإنجليزية)